# فرص عمل
فرص عمل (بالإنجليزية: Career Opportunities)‏ هو فيلم رومانسي كوميدي أمريكي من إخراج بريان جوردون، وبطولة فرانك ويلي، جينيفر كونلي، ديرموت مولروني وكيرن مولروني، صدر الفيلم في 29 مارس 1991.

## روابط خارجية
- فرص عمل على موقع IMDb (الإنجليزية)
- فرص عمل على موقع روتن توميتوز (الإنجليزية)
- فرص عمل على موقع نتفليكس (الإنجليزية)
- فرص عمل على موقع قاعدة بيانات الأفلام العربية
- فرص عمل على موقع ألو سيني (الفرنسية)
- فرص عمل على موقع Turner Classic Movies (الإنجليزية)
- فرص عمل على موقع أول موفي (الإنجليزية)
- فرص عمل على موقع بوكس أوفيس موجو (الإنجليزية)
- فرص عمل على موقع فيلمافينيتي (الإسبانية)
- فرص عمل على موقع قاعدة بيانات الأفلام السويدية (السويدية)